# Nathalie Sarraute
Nathalie Sarraute, egentligen Nathalie Tcherniak, född 18 juli 1900 i Ivanovo-Voznessensk, Kejsardömet Ryssland, död 19 oktober 1999 i Paris, Frankrike, var en fransk författare.
Sarraute debuterade 1939 med boken Tropismes (Tropismer, 1966). Sarraute sågs som en banbrytare, och en av de främsta teoretikerna, när det kommer till Den nya romanens tradition och hon räknas, enligt Bonniers Författarlexikon, som en av de viktigaste förnyarna av 1900-talets litteratur.

## Biografi
Sarrautes mor, Pauline Chatounovsky Tcherniak, var författare och hennes far, Ilya Tcherniak, var kemist. Fadern grundade en färgfabrik. Föräldrarna skilde sig när Sarraute var två år gammal och Sarraute följde med sin mor till Paris. Barndomen delades mellan Frankrike och Ryssland. Sarraute tillbringade somrarna med sin far. Hon gick i fransk skola men det talades ryska i hemmet. Hon studerade engelska vid Sorbonne och Oxford. Även juridik i Paris, där hon också arbetade några år som advokat tillsammans med sin man. De fick tre döttrar. Med huset fullt av barn och en man som tog emot klienter i hemmet blev det så att Sarraute skrev alla sina böcker på kafé. Makarna var gifta i sextio år och Sarrautes man stöttade henne helhjärtat i hennes författarskap.

## Författargärning
Sarraute började skriva på debutboken Tropismer 1932 och det tog henne fem år att skriva klart den, sedan ägnade hon två år till att försöka hitta någon som kunde tänka sig att ge ut manuset. Titeln är lånad från biologins tropism, något Sarraute tyckte stämde med den inre rörelse hon försökte gestalta.
Hennes andra bok, Portrait d'un inconnu (på svenska: Porträtt av en okänd), sägs sakna handling och kallades antiroman av Jean-Paul Sartre, som skrev förordet till boken. Innehållet i boken är en aldrig namngiven persons iakttagelser av två personers vardag.
Essäboken L'Ère du soupçon handlar om den realistiska romanen och blev en programskrift för nouveau roman.
1964 blev Sarraute ombedd av en ung tysk, Werner Spiess, att skriva en radiopjäs för en radio i Stuttgart. Hon vägrade först två gånger men skrev sedan Le Silence (Tystnaden), och därefter Le Mensonge (Lögnen) och ytterligare fyra radiopjäser, varav samtliga först sattes upp i utländsk radio. Bara en av Sarrautes pjäser, Elle est là, kom att skrivas direkt för teatern. Efter att ha avslutat en roman skrev hon gärna en pjäs, det blev som en välkommen distraktion.
Sarrautes första tio böcker har översatts till tjugotre språk. Hösten 1987 färdigställde hon sin elfte bok. Hon finns sammanlagt översatt till mer än trettio språk.
Sarraute ansåg att hon inte skulle ha skrivit som hon gjort om hon inte i tjugoårsåldern hade läst Marcel Proust och James Joyce. Hon skrev för det mesta i presens och konsekvent minimalistiskt. Vidare ansåg hon inte att det finns någon gräns mellan prosa och poesi. Hon undersökte med hjälp av språket och formen i detalj hur det är att vara människa. Sarraute har setts som en svårtillgänglig författare, och hon har själv förklarat det med att hon inte ger läsaren några referenspunkter. Hon fick sitt publika genombrott först vid 83 års ålder, med självbiografin Innan bilden bleknat som handlar om hennes barndom.
Sarraute använde sig mer av parenteser i slutet av sin karriär än i början. Hon kom att anse att parenteser var ett hinder för att läsa textens rörelser utan att andas och att andningspauser behövdes. Att parenteser hjälpte meningens rytm och flexibilitet.

## Feminism
Sarraute stred 1935 för kvinnors rösträtt i Frankrike. Hon var för kvinnors lika rättigheter, men ansåg att i konsten var alla androgyna. Vissa människor har sett feministisk partiskhet i Sarrautes texter, men själv har hon sagt sig föredra att skriva om han istället för hon, på grund av att "han är neutralt medan hon är bara kvinna", men att hon sällan tänkt på kön när hon skrivit om sina karaktärer. Sarraute blev mållös då hon vid ett tillfälle mottog en doktorsavhandling om kvinnans tillstånd i hennes romaner - "det är det sista jag har i åtanke när jag skriver".
Sarraute såg ingen skillnad på mäns skrivande och kvinnors skrivande: "Man säger först av allt, Så är det att vara kvinna, och efter det så bestämmer någon att det är feminint. [...] Det går inte att hitta ett sätt att skriva på som det vore möjligt att stämpla som feminint eller maskulint; det är rätt och slätt skrivande [...] Det finns ämnen inom skrivande som är väldigt feminina, som är upplevda, och det finns kvinnor som skriver om feminina ämnen som moderskap; det är något helt annat."

## Erkännande

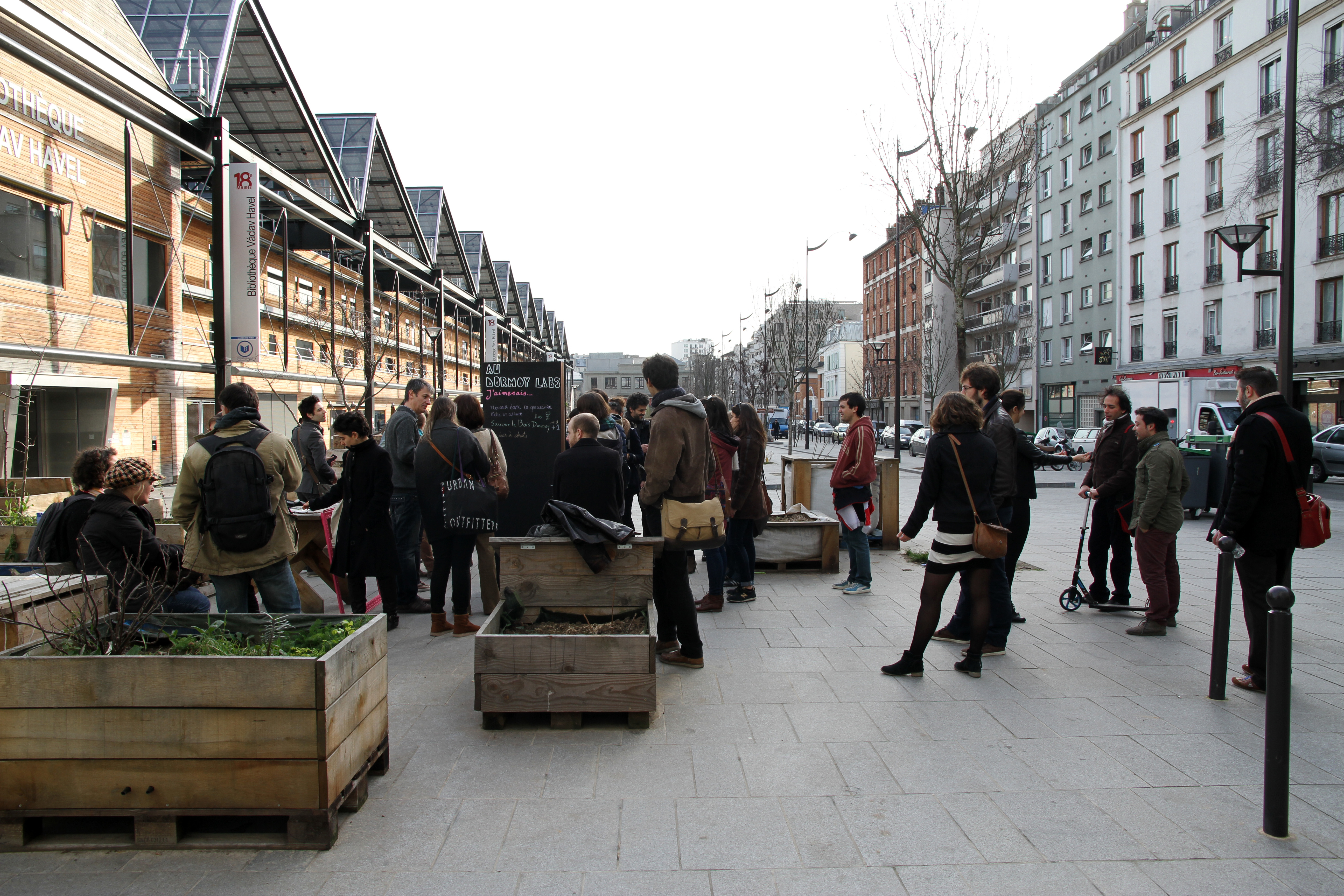
Esplanade Nathalie-Sarraute, 2015.

1964 tilldelades Sarraute Prix international de littérature för boken De gyllene frukterna (Les Fruits d'or).
1985 tillägnades den prisbelönta filmen Vagabond Sarraute av dess regissör Agnès Varda. Filmen är även inspirerad av Sarraute och på filmens dvd följer det med en radiointervju från 1986 mellan Varda och Sarraute.
En gata i 18:e arrondissementet i Paris fick 2013 namnet "Esplanade Nathalie-Sarraute", som en hyllning till Sarraute.

### Romaner
- Portrait d'un inconnu, Robert Marin, 1948, återutgiven på Gallimard, 1956
- Martereau, Gallimard 1953
- Le Planétarium, Gallimard, 1959
  - (på svenska, i översättning av Eva Alexanderson) Planetariet, Bonnier, 1961. Nyutgåva 2007.
- Les Fruits d'or, Gallimard. 1963
  - (på svenska, i översättning av Lorenz von Numers) De gyllene frukterna, Bonnier, 1964. Nyutgåva reviderad av Nova Gullberg Zetterstrand & Henrik Petersen, Modernista, 2012
- Entre la vie et la mort, Gallimard, 1968 ISBN 978-2070273614
- Vous les entendez ?, Gallimard, 1972 (samlingen "Le Chemin") ISBN 978-2070281398
  - (på svenska, i översättning av Katja Waldén) Hörde du?, Bonnier, 1977
- "disent les imbéciles", Gallimard, 1976 ISBN 978-2070295234
- L'Usage de la parole, Gallimard, 1980 ISBN 978-2070206193
- Tu ne t'aimes pas, Gallimard, 1989 ISBN 978-2070716951
- Ici, Gallimard, 1995 ISBN 978-2070742448
- Œuvres complètes, Gallimard, 1996 (Bibliothèque de la Pléiade) ISBN 978-2070114344
- Ouvrez, Gallimard, 1997 ISBN 978-2070750511

### Övrigt
- Tropismes (prosastycken), Denoël, 1939. 1957 kom den även ut på förlaget Les Éditions de Minuit (ISBN 978-2707301253), då inkluderade boken sex nya texter och en av de ursprungliga var borttagen. 
  - (på svenska, i översättning av Margareta Norrstrand och Kerstin Vidaeus) Tropismer, Bonnier, 1966
- L'Ère du soupçon (essäer), Gallimard, 1956
- Le Silence (teater), Gallimard, 1967
- Isma ou Ce qui s'appelle rien (teater), Gallimard, 1970
- Théâtre Gallimard, 1978
- Pour un oui ou pour un non (pjäs), Gallimard, 1982 ISBN 978-2070264070
  - (på svenska, i översättning av Kerstin M Lundberg) För ingenting, 1987
- Enfance, Gallimard, 1983 ISBN 978-2070259793
  - (på svenska, i översättning av Carl Gustaf Bjurström) Innan bilden bleknat, Bromberg, Stockholm, 1984 ISBN 91-7608-243-1
- Paul Valéry et l'enfant d'éléphant (essäer), Gallimard, 1986 ISBN 978-2070188703

## Originalcitat
1. ↑  "They later said my plays, in relation to my novels, were like a glove turned inside out."
2. ↑  "he is neutral but she is only female"
3. ↑  "[it] is the last thing on my mind when I write"
4. ↑  "One says first of all, That's what it is to be a woman, and then afterwards one decides that is feminine. [..] One cannot find a manner of writing upon which it would be possible to stick the label of feminine or masculine; it's writing pure and simple [...] There are subjects in writing that are very feminine, which are lived, and there are women who write on feminine subjects like maternity; that's completely different."